# Rey de Nepal
Rey de Nepal fue, hasta el año 2008, el título que ostentaron los monarcas de la nación asiática, al cual accedieron los herederos de Prithvi Narayan Shah desde la unificación del reino en 1768. Esta dinastía empleó el nombre de Shah. En Nepal, el rey fue conocido con la expresión «rajá», mientras que la reina lo fue como «raní».
En el año 2007, dentro de las medidas para poner término a la guerra civil, el Parlamento de Nepal acordó abolir la Corona, reemplazándola por una república federal que fue proclamada por la Asamblea Constituyente de Nepal el 28 de mayo de 2008. El 15 de enero de 2007 el último monarca, Gyanendra, se vio obligado a ceder las funciones de jefe de Estado al primer ministro Girija Prasad Koirala, después de haber renunciado a ejercer el gobierno de forma personal el 21 de abril de 2006.
Los reyes del Nepal moderno, desde la unificación realizada en 1768 hasta 2008 fueron los siguientes:
| N.º | Imagen | Nombre                                  | Rey desde                | Rey hasta               |
| --- | ------ | --------------------------------------- | ------------------------ | ----------------------- |
| 1   |        | Prithvi Narayan Shah                    | 25 de septiembre de 1768 | 11 de enero de 1775     |
| 2   |        | Pratap Singh Shah                       | 11 de enero de 1775      | 17 de noviembre de 1777 |
| 3   |        | Rana Bahadur Shah                       | 17 de noviembre de 1777  | 8 de marzo de 1799      |
| 4   |        | Girvan Yuddha Bikram Shah               | 8 de marzo de 1799       | 20 de noviembre de 1816 |
| 5   |        | Rajendra Bikram Shah                    | 20 de noviembre de 1816  | 12 de mayo de 1847      |
| 6   |        | Surendra Bikram Shah                    | 12 de mayo de 1847       | 17 de mayo de 1881      |
| 7   |        | Prithvi Bir Bikram Shah                 | 17 de mayo de 1881       | 11 de diciembre de 1911 |
| 8   |        | Tribhuvan Bir Bikram Shah (1.ª vez)     | 11 de diciembre de 1911  | 7 de noviembre de 1950  |
| 9   |        | Gyanendra Bir Bikram Shah Dev (1.ª vez) | 7 de noviembre de 1950   | 8 de enero de 1951      |
| 10  |        | Tribhuvan Bir Bikram Shah (2ª vez)      | 18 de febrero de 1951    | 13 de marzo de 1955     |
| 11  |        | Mahendra Bir Bikram Shah                | 13 de marzo de 1956      | 31 de enero de 1972     |
| 12  |        | Birendra Bir Bikram Shah Dev            | 31 de enero de 1972      | 1 de junio de 2001      |
| 13  |        | Dipendra Bir Bikram Shah Dev            | 1 de junio de 2001       | 4 de junio de 2001      |
| 14  |        | Gyanendra Bir Bikram Shah Dev (2ª vez)  | 4 de junio de 2001       | 28 de mayo de 2008      |